# توكوبيتا ماركانو
توكوبيتا ماركانو ولد في 16 سبتمبر 1999 هو لاعب بيسبول محترف فنزويلي لاعب في فريق ماجور لقد لعب سابقًا في م ل ب لصالح فريق سان ديغو بادلريس